# Pasión Vega
Pasión Vega és el nom artístic d'Ana María Alías Vega, (Madrid, 23 d'abril de 1976), cantant espanyola.

## Trajectòria artística
Pasión Vega és una cantant espanyola d'arrels andaluses propera a la copla andalusa i a la cançó d'autor. Comença a cantar el 1992 a Màlaga, la seva ciutat d'origen, i els seus primers discos són dedicats a la copla d'autors clàssics, posteriorment la seva trajectòria musical s'obre a la cançó d'autor, el bolero, el tango i la balada. Resideix des de fa anys a la ciutat de Cadis.
De l'1 al 5 d'octubre de 2009 presenta l'espectacle Pasión y embrujo en quatre escenaris catalans (Girona, Sabadell, Barcelona i Lleida) acompanyada de l'Orquestra Simfònica del Vallès (OSV) interpretant "El amor brujo: ballet suite" i "La vida breve: danza española" (versió de Chapelier) de Manuel de Falla així com temes del seu repertori, especialment del disc "Gracias a la vida" en versió simfònica
La Junta d'Andalusia li concedeix el febrer de 2010 la Medalla d'Andalusia i en aquell any amb la seva gira "Gracias a la vida". El setembre de 2011 publica el seu disc "Sin compasión" en el que Pasión Vega amplia el seu repertori amb temes inèdits, els primers en la seva discografia des del 2006, treball amb el que emprén una gira el 2012 i li val una nominació als premis Grammy Llatins 2012 com a Millor Album de Pop Tradicional. El maig de 2012 s'edita "Grandes éxitos", disc recopilatori amb 17 temes de la darrera dècada que inclou la versió inèdita d'"História de um fado" en llengua portuguesa (en adaptació de Verónica Redondo Moreno).
El 29 de juny de 2012 participa en l'espectacle en directe "Azabache" que es presenta a l'Auditori Rocío Jurado de Sevilla juntament amb Diana Navarro, Pastora Soler i Manuel Lombo amb direcció musical de José Miguel Évora, commemoratiu del 20è aniversari de l'espectacle que es va presentar el 1992 a la Expo de la capital andalusa amb primeres figures de la copla andalusa. Amb aquest nou "Azabache" realitzen posteriorment una gira conjunta amb diferents concerts per Espanya durant 2012 i 2013, finalitzant el 14 de setembre de 2013 amb un concert a l'Auditori de Barcelona.
El 28 de setembre de 2013 s'estrena al Teatre de la Maestranza de Sevilla l'espectacle "Dos pianos con Pasión (Cartas desde Nueva York)", nova proposta escènica que Pasión Vega comparteix amb els pianistes malaguenys Dúo Del Valle, els germans Víctor i Luis Del Valle, una abraçada entre músiques clàssiques i populars que va del jazz, al flamenc, el klezmer, el fado, el music hall, la copla però sense oblidar les influències dels compositors clàssics.
El 2014 publica un disc en homenatge al cantautor andalús Carlos Cano: Pasión por Cano

## Discografia
- Un toque de distinción (1996, La voz del sur)
- Con el alma en los labios (1997, La voz del sur)
- Corona de perlas (2000, La voz del sur)
- Pasión Vega (2001, Sony BMG)
- Banderas de nadie (2003, Sony BMG)
- Flaca de amor (2005, Sony BMG)
- Pasión en el Maestranza (2005, Sony BMG)
- La reina del Pay-Pay (2006, Sony BMG)
- Gracias a la vida (2009, Sony Music).
- Pasión en Buenos Aires (2009, Sony Music).
- Sin compasión (2011, Sony Music).
- Grandes éxitos (2012, Sony Music).
- Pasión por Cano (2014, Concert Music, amb distribució de Sony Music)
- 40 quilates (2017, Concert Music)
- Todo lo que tengo	(2019, Concert Music)
- Lorca Sonoro (2022, Concert Music)

### Col·laboracions discogràfiques
- Sueño malagueño - Final X Certamen Malagueñas de Fiesta. El seu primer enregistrament en format casset, editat per l'Ajuntament de Màlaga i Canal Málaga TV, 1994.
- Nana para un rey - Málaga canta a la Navidad – Nadales de la tradició andalusa, CD editat per Diario Sur i Unicaja, suplement del diari.
- Nana para un rey - Villancicos Piratas, CD d'Antonio Martínez Ares-Los Piratas, Nadal 1998.
- Alfonsina y el mar – Mujer (BMG, 2001), CD benèfic.
- La canción más hermosa del mundo (en els cors), CD Dímelo en la calle (BMG, 2002) de Joaquín Sabina.
- El tiempo - Ensems (Muxxic, 2002), CD de Joan Valent, duet amb Teresa Barrientos.
- La canción de las noches perdidas – Entre todas las mujeres (BMG, 2003) en homenatge a Joaquín Sabina.
- Malagueña – Tatuaje 2 (BMG, 2003).
- Vivir de lo vivido (duet amb el grup Materia Prima) – Lo mejor de Materia Prima 2004 (Vale Music, 2004).
- Vámonos – XXX Un mundo raro (BMG, 2003) i en el recopilatori Viva México (Dro East West, 2004), ranxera interpretada com a homenatge al seu compositor José Alfredo Jiménez.
- Cosas que hacen que la vida valga la pena - Tema de la Banda Sonora Original de la pel·lícula (BMG, 2004 – CD B.S.O. i DVD de la pel·lícula), una versió en solitari i un altre amb Martínez Ares, l'autor del tema, fou el seu darrer treball junts.
- Cuento de Navidad de Charles Dickens recitat per artistes malaguenys, entre ells Pasión Vega – Doble CD edició especial Diario Sur Navidad 2004.
- Sinceramente tuyo - Serrat… eres único 2 y Serrat eres único Vol. 1 y 2 (BMG, 2005), homenatge a Joan Manuel Serrat.
- Andalusian fire-La andaluza (de la ópera Rienzi) - Siegfrieds Olé in Spain – Lierhouse Project (Gateway4m, 2005) – CD i DVD en homenatge a Richard Wagner.
- Que sea en un parque - Todos los duetos (Warner Music, 2005), bolero inèdit en duet amb l'autor Armando Manzanero, en homenatge al bolerista en la tercera part dels duets amb altres artistes.
- Te sigo amando - Que te vaya bonito, un tribut a Mèxic (Warner Music, 2005) – tema de Juan Gabriel.
- Nana para un rey - Málaga en Navidad, nadales, disc col·lectiu (Diario Sur-Unicaja, 2005).
- Ergo uma rosa-Alzo una rosa, versió portuguesa i castellana - En esta esquina del tiempo (Sony BMG, 2006) del cantautor Luis Pastor.
- Perdoname, hermano en el CD Adelante (Vale Music, 2006) amb Saray i Eva d'Operación Triunfo 2006 (programa concurs TVE).
- Tango de la Menegilda de la sarsuela La Gran Vía - La Zarzuela+Pop (Fundación Autor,2007)
- Bésame, duet amb Ricardo Montaner al CD Las mejores canciones del mundo II...y algunas mías (Emi, 2007).
- Como tu mujer, duet amb Marco Antonio Solís 'El Buki' en el seu CD+DVD Una noche en Madrid, enregistrat en directe el 12 d'octubre de 2007 en Madrid. (Fonovisa, 2008).
- Nanas de la cebolla, poema de Miguel Hernández amb música d'Alberto Cortez, en duet amb el cantaor José Mercé per al seu CD Ruido (Emi Music, 2010).
- Si me muero por ti amb Daniel Obregón per al CD "El callejón de los santos (Canción de Carnaval)" (Baluarte Producciones-SGAE, 2010).
- Cuesta abajo amb José Manuel Zapata per al seu CD "Tango. Mano a mano con..." (Sony Music, 2010).
- Volver a verte amb José Manuel Soto en el seu CD "Soto & amigos. Concierto en la Maestranza de Sevilla". (Warner Music, 2011).
- Habaneras de Cádiz amb María Dolores Pradera per al seu CD "Gracias a vosotros" (Sony Music, 2012).
- Puro teatro de Catalino Curet Alonso per al CD "Noche de boleros" de l'OCNE dirigida per Josep Pons i Viladomat (Deutsche Grammophon, 2012).
- Vuelvo amb Ismael Serrano per al seu CD "Todo empieza y todo acaba en ti (Edición especial vespertina)" (Universal Music, 2013).
- A la primera persona al CD Y si fueran ellas (Sony Music, 2013), tretze veus femenines en homenatge a Alejandro Sanz.